# Thomas Smith (MP por Dover)
Thomas Smith (1440-1483) foi membro do parlamento por Dover no Parlamento de 1470-71.
Smith era um camponês, um homem de classe social mediana; o seu pai era provavelmente Stephen Smith de Tenterden, uma cidade portuária no oeste de Kent. Smith havia servido anteriormente como camareiro de Dover em 1467-68 e depois oficial de justiça em 1470 após o retorno de Henrique VI ao poder. Quando o parlamento Lancastriano foi convocado em outubro de 1470, Smith foi nomeado um dos burgueses da cidade. Ele serviu até ao final do parlamento em abril de 1471. Em julho de 1471, ele recebeu um perdão geral juntamente com outros membros do Parlamento.